# アイスフィッシュ (潜水艦)
アイスフィッシュ (USS Icefish, SS-367) は、アメリカ海軍の潜水艦。バラオ級。艦名のIcefishには、南極海に生息するコオリウオ科と極東に生息するシラウオ科の二通りある。アメリカ公文書はシラウオ科を由来と明記している。

## 艦歴
「アイスフィッシュ」は1943年9月4日にウィスコンシン州マニトワックのマニトワック造船で起工した。1944年2月20日にスタンリー・P・モーズレイ大佐の妻によって命名、進水し、6月10日に艦長リチャード・W・ピーターソン中佐（アナポリス1931年組）の指揮下就役する。ミシガン湖での公試および潜水試験、ミシシッピ川を使った輸送、ニューオーリンズ沖での整調後、「アイスフィッシュ」は8月22日に真珠湾で太平洋艦隊に加わり、チャールズ・A・ロックウッド中将指揮下の第17任務部隊に配属された。

### 第1の哨戒 1944年9月 - 11月
9月9日、「アイスフィッシュ」は最初の哨戒で「ソーフィッシュ」、「ドラム」とウルフパック「バニスターズ・ビーグルズ Banister's Beagle's」（指揮は「ソーフィッシュ」艦長アラン・B・バニスター中佐（アナポリス1928年組）を構成しルソン海峡および南シナ海方面に向かった。1944年10月はアメリカ潜水艦による日本船撃沈のピークであった。撃沈トン数は322,265トンに上り、そのおよそ3分の1はタンカーであった。10月に「アイスフィッシュ」と「ソーフィッシュ」、「ドラム」は、「コンボイ・カレッジ」のコードネームで呼ばれる東シナ海のルソン海峡から台湾、中国沿岸の海域において共同で敵船を沈め、そのトン数は26,901トンに上った。「バニスターズ・ビーグルズ」はルソン海峡で「シャーク」、「シードラゴン」、「ブラックフィッシュ」からなる別のウルフパックおよび、それとは別の行動をとっていた「スヌーク」と合流。2つのウルフパックと「スヌーク」は、10月23日に折からの悪天候の中を航行中のマタ30船団を発見。「ソーフィッシュ」が元特設水上機母艦「君川丸」（川崎汽船、6,863トン）を撃沈したのを手始めに、次々と輸送船を撃沈していった。「アイスフィッシュ」は翌10月24日6時5分、北緯19度58分 東経118度33分 / 北緯19.967度 東経118.550度の地点で「天晨丸」（瑞光商船、4,236トン）に魚雷を2本命中させて撃沈した。マタ30船団に対する攻撃では、「君川丸」を含め合計9隻の貨物船および輸送船を撃沈する戦果を挙げたが、「シャーク」が駆逐艦「春風」の反撃を受けて未帰還となった。2日後の10月26日、「バニスターズ・ビーグルズ」は北緯19度07分 東経120度42分 / 北緯19.117度 東経120.700度の地点で南下してくるモマ05船団を発見。「アイスフィッシュ」は「泰洋丸」（東海汽船、4,168トン）を撃沈したが、直後に駆潜艇の反撃を受け、爆雷16発を投下された。深度120メートルを超す深さまで潜航したが、水圧系に損傷を受けて艦内は水浸しとなり、火災も発生した。損傷の程度は大きく、「アイスフィッシュ」は哨戒を打ち切った。11月13日、「アイスフィッシュ」は61日間の行動を終えてマジュロに帰投した。

### 第2、第3の哨戒 1944年12月 - 1945年4月
12月8日、「アイスフィッシュ」は2回目の哨戒で「スポット」、「バラオ」とウルフパックを構成し東シナ海に向かった。しかし、この哨戒で戦果を挙げることはなく、また物資の不足により帰還を余儀なくされた。1945年1月20日、「アイスフィッシュ」は42日間の行動を終えて真珠湾に帰投した。
2月20日、「アイスフィッシュ」は3回目の哨戒で「ソーフィッシュ」、「キングフィッシュ」とウルフパックを構成し東シナ海に向かった。東シナ海のうち台湾の北東部および東部を行動したが、戦争も終盤に近づいたこの頃、日本船の大半は潜水艦などによって海の藻屑と化しており、目ぼしい目標はなかった。4月20日、「アイスフィッシュ」は60日間の行動を終えてグアムのアプラ港に帰投した。

### 第4、第5の哨戒 1945年5月 - 8月
5月15日、「アイスフィッシュ」は4回目の哨戒で南シナ海、タイランド湾およびジャワ海方面に向かった。海南島、香港近辺を中心に哨戒したものの、この哨戒でも敵艦との接触はなかった。日本の海上動脈はアメリカ海軍に寄る無慈悲な攻撃によって弱まり、帝国の勝利はもはや夢と化した。「アイスフィッシュ」は敵艦攻撃の任務に代わって、潜水艦にとって有用な別の任務に当たることとなった。6月7日、「アイスフィッシュ」はPBY カタリナの上空援護を受けて台湾沖で6名の陸軍パイロットを救助した。7月4日、「アイスフィッシュ」は50日間の行動を終えてフリーマントルに帰投した。
7月29日、「アイスフィッシュ」は5回目の哨戒で南シナ海に向かった。8月7日、「アイスフィッシュ」は北緯00度16分 東経106度45分 / 北緯0.267度 東経106.750度の地点で15トンの小型船を拿捕する。乗組員は日本人2名、アジア人2名、中国人5名であった。日本人1名が海に飛び込んだが、残りの乗組員は捕らえられた。船は砲撃によって沈められた。「アイスフィッシュ」は洋上で終戦を迎えた。8月22日、「アイスフィッシュ」は24日間の行動を終えてサイパン島タナパグ湾に帰投した。
「アイスフィッシュ」は第二次世界大戦の戦功で4個の従軍星章を受章した。

### 戦後・オランダ海軍で
「アイスフィッシュ」は9月1日にサイパンを出航し、18日にサンフランシスコに到着。「アイスフィッシュ」は1946年6月21日にメア・アイランドで退役し、予備役艦隊入りする。
1952年6月5日にメア・アイランドで再就役した「アイスフィッシュ」は、パナマ運河地帯を通過して7月14日にコネチカット州グロトンに到着した。同地で1952年7月29日に予備役となり、 GUPPY IB 改修が行われた。12月10日に再就役し、その後様々な試験を行う。1953年2月21日、「アイスフィッシュ」は退役しオランダに移管される。オランダ海軍では「ワルラス（Hr.Ms. Walrus, S-802）」の艦名で就役した。オランダ海軍でその名を持つ艦としては1隻目であった。
その後アメリカ海軍に形式的に返却、1971年7月15日に除籍され、1971年8月15日に廃棄のために売却された。